# Tramea stenoloba
Tramea stenoloba – gatunek ważki z rodziny ważkowatych (Libellulidae).